# Застаринье (Брестская область)
Застари́нье (бел. Застарынне) — деревня в Барановичском районе Брестской области Белоруссии. Входит в состав Почаповского сельсовета. Население по переписи 2019 года — 165 человек.
Деревня увековечена в мемориальном комплексе «Хатынь».

## Этимология
Название-ориентир: поселения за стариной (за старопаханными земельными участками, иногда заброшенными).

## География
Расположена в 40 км к северо-западу от Барановичей, в 12 км от железнодорожной станции Мицкевичи. По территории деревни протекает река Видаровка, левый приток Своротвы.

## История
В 1909 году — в Почаповской волости Новогрудского уезда Минской губернии. После Рижского мирного договора 1921 года — в составе гмины Почапово Новогрудского повета Новогрудского воеводства Польши.
С 1939 года — в составе БССР. С 15 января 1940 года — в Городищенском районе Барановичской, с 8 января 1954 года — Брестской областей, с 25 декабря 1962 года — в Барановичском районе. С 12 октября 1940 года до 16 июля 1954 года — центр сельсовета. 
В Великую Отечественную войну с конца июня 1941 года до 9 июля 1944 года оккупирована немецко-фашистскими захватчиками. Ночью 2 мая 1943 года партизаны отряда имени Александра Суворова организовали праздничное собрание жителей деревни, посвящённое первому мая. Про это стало известно гитлеровцам. Утром в деревню ворвались каратели. Они сгоняли в дома по 15—20 человек, расстреливали их из автоматов, а дома поджигали. Было сожжено 96 дворов и убито 382 жителя. После войны деревня была восстановлена. 

## Население
| Численность населения (по переписи) | Численность населения (по переписи) | Численность населения (по переписи) | Численность населения (по переписи) | Численность населения (по переписи) | Численность населения (по переписи) | Численность населения (по переписи) | Численность населения (по переписи) |
| 1909                                | 1921                                | 1939                                | 1959                                | 1970                                | 1999                                | 2009                                | 2019                                |
| ----------------------------------- | ----------------------------------- | ----------------------------------- | ----------------------------------- | ----------------------------------- | ----------------------------------- | ----------------------------------- | ----------------------------------- |
| 402                                 | ↘260                                | ↗412                                | ↘392                                | ↘377                                | ↘325                                | ↘243                                | ↘165                                |

## Культура
- Музей партизанской славы при Застаринской библиотеке-клубе. В музее оформлен уголок, посвящённый Героям Беларуси[6]

## Достопримечательности
- Братская могила партизан. На кладбище. Похоронены 36 партизан (все известны), погибших в мае 1943 года в бою с немецко-фашистскими захватчиками. В 1944 году на могиле установлен обелиск, в 1983 году — плита с памятной надписью.
- Памятник жертвам фашизма и партизанам. На восточной окраине деревни, рядом с кладбищем. В 1983 году в память о жертвах фашизма и партизанах установлен памятник — скульптура партизанки со знаменем и винтовкой и стела с именами погибших.
- Могила Лойко Николая Николаевича и Майсюка Ивана Игнатьевича. На кладбище. Партизаны Лойко и Майсюк погибли в бою с немецко-фашистскими войсками в 1943 году. В 1949 году на могиле установлен обелиск.
- Могила Скомороха Павла Васильевича. На кладбище. Партизан Скоморох погиб в бою с немецко-фашистскими захватчиками в 1942 году. В 1974 году на могиле установлен обелиск.
- Могила Чеботаря Аркадия Михайловича. На кладбище. Партизан Чеботарь погиб в бою с немецко-фашистскими захватчиками в 1944 году. В 1949 году на могиле установлен обелиск[7].